# 金剛戰士 (2017年電影)
《金剛戰士》（英語：Power Rangers，或稱作）是一部2017年美國超級英雄電影，由狄恩·伊斯拉利特執導。電影改編自同名電視劇，同時也是「金剛戰士系列」的第三部電影作品，與前部電影《金剛戰士》（1997年）相隔二十年。本片為該系列的重啟，演員均重新選角，原版演員傑森·大衛·法蘭克與艾美·裘·強森，亦在片中客串演出。
電影2017年3月24日在美國和臺灣上映（含3D和IMAX 3D版本）。該片為首部含有LGBT及自閉症議題的高預算超級英雄電影。

## 劇情
很久以前，地球上來了一群名叫金剛戰士的團隊，他們的職責不僅是要守護地球的生命，更要守護好地球的能量來源──奇奧水晶。然而，綠衣戰士(幽冥女王)卻渴望著奇奧水晶的力量而背叛了團隊，在她的強大之下，戰士們都不幸敗北，殘存的紅衣戰士宙威，將所有戰士的能力來源──能量硬幣全部回收並藏了起來，再呼叫自己的機器人助手智多星傳送隕石，宙威決意與幽冥女王玉石俱焚。
在現代的天使叢林，足球明星英傑被踢出隊伍，之後在一場與同學策畫的惡作劇後被留校察看，在留校的過程中，英傑遇到了比利及小晴，英傑在幫忙比利解圍後與之結為好友，並在比利的幫助下解除了警局的監控，並和比利一同去一個廢棄的礦坑冒險，比利為了完成父親的遺願用炸彈炸毀了一些岩石，引起小晴及其他同學賽克及珍妮的注意，五人在岩石堆中挖出了先前宙威藏起來的能量硬幣。隨後巨大的聲響引起了警察注意，五人在開車逃離時被火車撞擊。隔天，五人發現自己竟平安無事的回到家，並擁有了超人類的力量。另一方面，英傑爸爸打撈了幽冥女王的「屍體」。
五個青少年回到礦坑中，並發現了一個巨大的太空船，且遇見了智多星及宙威意識的投像，宙威敘述著有關金剛戰士及幽冥女王的歷史，並告訴眾人若幽冥擁有了奇奧水晶的力量將會是世界末日的來臨，而後告知距離幽冥毀滅世界只剩下11天的時間，起初五人並不想介入此事，但宙威懇求英傑說服五人，五人才願意協助。而幽冥甦醒後，為了召喚出可以挖出奇奧水晶的怪物天狼將軍，只要看到金子就燒殺搶掠。英傑五人隔天來到基地，然而因為對彼此的不了解，導致無法變身，宙威在無奈之下請智多星幫五人訓練，而智多星也在這期間向五人展示了它們的力量象徵──機械獸，而調皮的賽克則是偷偷跑去駕駛長毛象機械獸，卻因還不是戰士而使機械獸失控，失控的機械獸衝進了其他人所在的洞穴，英傑為此與賽克打了起來，而看不下去的比利則是前去制止，卻不知怎麼的成功變身，但在賽克觸摸後，盔甲卻又突然消失。失去耐心的宙威下了逐客令，然而試圖和宙威談判的英傑卻無意中聽到宙威召集五人的的目的只不過是為了復活自己，這讓英傑感到被利用，因而氣憤離去。
當天晚上，幽冥入侵了珍妮的住家，並要她將整個金剛戰士帶到碼頭，五人來到碼頭與幽冥對戰，但卻全部敗北，甚至還被五花大綁起來，幽冥以賽克的性命要脅隊伍說出奇奧水晶的下落，比利只好坦承已將它埋藏在一家甜甜圈店的底部，而幽冥因為與宙威的恩怨殺害了比利，悲傷的眾人將比利的遺體帶回基地請宙威幫忙，但宙威和智多星也表示自己愛莫能助，而英傑向整個團隊道歉，認為是自己判斷錯誤才導致比利犧牲，而此時，變身異能場發生了變化，宙威本可以藉此機會復活，卻將復活的機會讓給了比利，比利復活後，五人心連心，始得以變身成金剛戰士。
而幽冥也在這時大量用地下的金礦創造出了天狼將軍以及許多雜兵開始破壞天使叢林，戰士們也駕著自己的機械獸前去救援，在殲滅了其他雜兵後，卻始終不敵強大的天狼將軍，甚至還連同自己的機械獸被推入剛才天狼挖出的火坑，但機械獸卻奇蹟似的開始結合，合體成了金剛戰神，在戰鬥中，幽冥和天狼將軍合體，但最終還是不敵金剛戰神，不甘心的幽冥說自己還會卷土重來，並拒絕被帶去給宙威制裁，在試圖做最後的反抗時被一拳打飛至宇宙並被冷凍了起來，而事件過後，金剛戰士被當成了天使叢林的英雄。
事後英傑將武器及硬幣歸還至基地，宙威要英傑將武器留著，但英傑說有需要時會回來拿，五人繼續回到原本的生活，而在留校時，一名原本該出席的學生卻翹課，只留下了他的綠色外套……。

## 演員

### 金剛戰士
| 演員                           | 角色                                                                      | 備註                                                             |
| 戴克·蒙哥馬利 Dacre Montgomery | 「紅衣戰士」 傑森·李·史考特 The Red Ranger / Jason Lee Scott              | 金剛戰士之一與其領導者，高加索裔人。象徵的機械獸為暴龍。         |
| 娜歐蜜·史考特 Naomi Scott      | 「粉紅戰士」 金柏莉·哈特 The Pink Ranger / Kimberly Hart                  | 金剛戰士之一，英籍印度裔人。象徵的機械獸為翼龍。                 |
| RJ·賽勒 RJ Cyler               | 「藍衣戰士」 比利·克蘭斯頓 The Blue Ranger / Billy Cranston               | 金剛戰士之一，非洲裔人。患有自閉症。象徵的機械獸為三角龍。       |
| 貝姬·G Becky G                 | 崔妮·關\|Trini Kwan\|「黃衣戰士」 崔妮·關} The Yellow Ranger / Trini Kwan | 金剛戰士之一，拉丁裔人。為一名同志。象徵的機械獸為劍齒虎。       |
| 林路迪 Ludi Lin                | 「黑衣戰士」 柴克·泰勒 The Black Ranger / Zack Taylor                     | 金剛戰士之一，華裔人。有病弱的家人要照顧。象徵的機械獸為猛犸象。 |

### 其他角色
| 演員                               | 角色                  | 備註                                                                             |
| 伊莉莎白·班克絲 Elizabeth Banks    | 幽冥女王 Rita Repulsa | 外星入侵者，金剛戰士們的敵人。原本是绿色战士，卻因渴望著齊奧水晶的力量而墮落     |
| 比爾·哈德 Bill Hader               | 智多星 Alpha 5        | 金剛戰士們的機器人助手。負責五人的訓練                                           |
| 布萊恩·克萊斯頓 Bryan Cranston     | 宙威 Zordon           | 金剛戰士們的導師。原本為紅衣戰士，在犧牲後的數百萬年後，以變形網格的型態存在著。 |
| 大衛·丹曼 David Denman             | 山姆·史考特 Sam Scott | 傑森的父親。                                                                     |
| 佛瑞德·塔塔薛瑞 Fred Tatasciore    | 天狼將軍 Goldar       | 由金子組成的巨大怪獸。威力強大，但最後被金剛戰神打敗                             |
| 傑森·大衛·法蘭克 Jason David Frank | 天使叢林的平民        | 客串。（原版影集的綠衣／白衣戰士）                                               |
| 艾美·裘·強森 Amy Jo Johnson        | 天使叢林的平民        | 客串。（原版影集的粉紅戰士）                                                     |

## 製作

### 拍攝
電影最初打算於2016年1月18日開始，但後來改期至2月29日開始在溫哥華拍攝。2016年5月28日，宣布殺青。

### 音樂
電影的配樂由布萊恩·泰勒負責。其原聲帶於2017年3月24日發行數位版，而實體碟則於4月4日由瓦雷茲·薩拉班德發行。

## 發行
該片原定於2016年7月22日在美國上映，獅門影業後來將上映日改至2017年3月24日。2016年10月8日，釋出首部預告。2017年1月19日，釋出官方正式預告，並公開了宙威、智多星及大獸神的電影造型。

### 評價
本片獲得了褒貶不一的評價。爛番茄基於181條評論，新鮮度51%，平均得分5.3／10。在Metacritic上獲得44分，代表「好壞平均參雜的評價」。據CinemaScore調查，觀眾的反應在A+至F間落於「A」，觀眾的反應比影評人正面許多。

### 票房
在美國和加拿大，《金剛戰士》隨著《異星智慧》與《加州公路巡警》共同上映、競爭，估計於首週末能從三千五百間戲院中獲得3000萬至3500萬美元的票房。美國週四晚間票房收入為360萬美元，而在首映第一天獲得了1500萬美元的票房。美國首週末票房收入4050萬美元，位居當週票房亞軍。

## 潛在續集
獅門的執行長強·費瑟莫表示，希望能推出五至六部的《金剛戰士》電影。2017年3月22日，海姆·薩班透露，他和獅門已會談過六部電影的故事內容。但因票房表現不佳，使得續集計劃可能取消。同月晚些，據報導，由於商品銷售上破了紀錄，其續集仍有望製作。
2018年5月，薩班將《金剛戰士》的版權賣給孩之寶。2018年8月8日，孩之寶宣布他們將與一家電影製片商合作計劃《金剛戰士》的後續發展。

## 備註
1. ↑  電視劇時期，台譯為「英傑」。
2. ↑  電視劇時期，台譯為「小晴」。
3. ↑  電視劇時期，台譯為「比利」。
4. ↑  電視劇時期，台譯為「珍妮」。
5. ↑  電視劇時期，台譯為「賽克」。

## 外部連結
- Power Rangers Movie的X（前Twitter）
- Power Rangers Movie的Instagram帳戶
- 互联网电影数据库（IMDb）上的资料（英文）
- Box Office Mojo上的資料（英文）
- 爛番茄上的資料（英文）
- AllMovie上的资料（英文）
- Metacritic上的資料（英文）
- 開眼電影網上的資料（繁體中文）
- 豆瓣电影上的資料 （简体中文）
- 时光网上的資料（简体中文）